# RU Auderghem
RU Auderghem is een Belgische voetbalclub uit Oudergem. De club is aangesloten bij de KBVB met stamnummer 2152 en heeft rood en blauw als kleuren.

## Geschiedenis
De club sloot zich rond 1934 aan bij de Belgische Voetbalbond. Als Association Sportive Auderghem (AS Auderghem) speelde men er verschillende decennia in de provinciale reeksen.
In 1972 bereikte AS Auderghem voor het eerst de nationale bevorderingsreeksen. De club kon er zich in haar debuutseizoen handhaven in Vierde Klasse. Het volgend seizoen eindigde men echter als laatste in de reeks en zo degradeerde de club in 1974 na twee jaar nationaal voetbal weer naar de provinciale reeksen.
AS Auderghem kon niet meer terugkeren op het nationale niveau. In 1986 ging de club samen met US d'Auderghem om fusieclub Royale Union Auderghem (RU Auderghem) te vormen. De club bleef de volgende decennia vooral in Tweede en Derde Provinciale spelen.

## Resultaten
| Seizoen | Klasse | Klasse | Klasse | Klasse | Klasse | Klasse | Klasse | Klasse | Klasse | Reeks                                                    | Punten                                                   | Opmerkingen                                              |
|         | 1A     | 1B     | 1Am    | 2Am    | 3Am    | P.I    | P.II   | P.III  | P.IV   | Vanaf 2016-17 zijn er 3 nationale en 2 regionale niveaus | Vanaf 2016-17 zijn er 3 nationale en 2 regionale niveaus | Vanaf 2016-17 zijn er 3 nationale en 2 regionale niveaus |
| ------- | ------ | ------ | ------ | ------ | ------ | ------ | ------ | ------ | ------ | -------------------------------------------------------- | -------------------------------------------------------- | -------------------------------------------------------- |
| 2016/17 |        |        |        |        |        |        |        | 10     |        | Derde Prov. Brab. B                                      | 35                                                       |                                                          |
| 2017/18 |        |        |        |        |        |        |        | 2      |        | Derde Prov. Brab. B                                      | 57                                                       |                                                          |
| 2018/19 |        |        |        |        |        |        | 4      |        |        | Tweede Prov. Brab. A                                     | 51                                                       |                                                          |
| 2019/20 |        |        |        |        |        |        | 12     |        |        | Tweede Prov. Brab. B                                     | 18                                                       |                                                          |
| 2020/21 |        |        |        |        |        |        | -      |        |        | Tweede Prov. Brab. B                                     | -                                                        | Seizoen geschrapt wegens Covid-19                        |
| 2021/22 |        |        |        |        |        |        | 9      |        |        | Tweede Prov. Brab. B                                     | 41                                                       |                                                          |
| 2022/23 |        |        |        |        |        |        | 1      |        |        | Tweede Prov. Brab. B                                     | 67                                                       |                                                          |
| 2023/24 |        |        |        |        |        | 4      |        |        |        | Eerste Prov. Brab. ACFF                                  | 54                                                       |                                                          |
| 2024/25 |        |        |        |        |        | 4      |        |        |        | Eerste Prov. Brab. ACFF                                  | 50                                                       |                                                          |
| 2025/26 |        |        |        |        |        |        |        |        |        | Eerste Prov. Brab. ACFF                                  |                                                          |                                                          |